# 広瀬為久

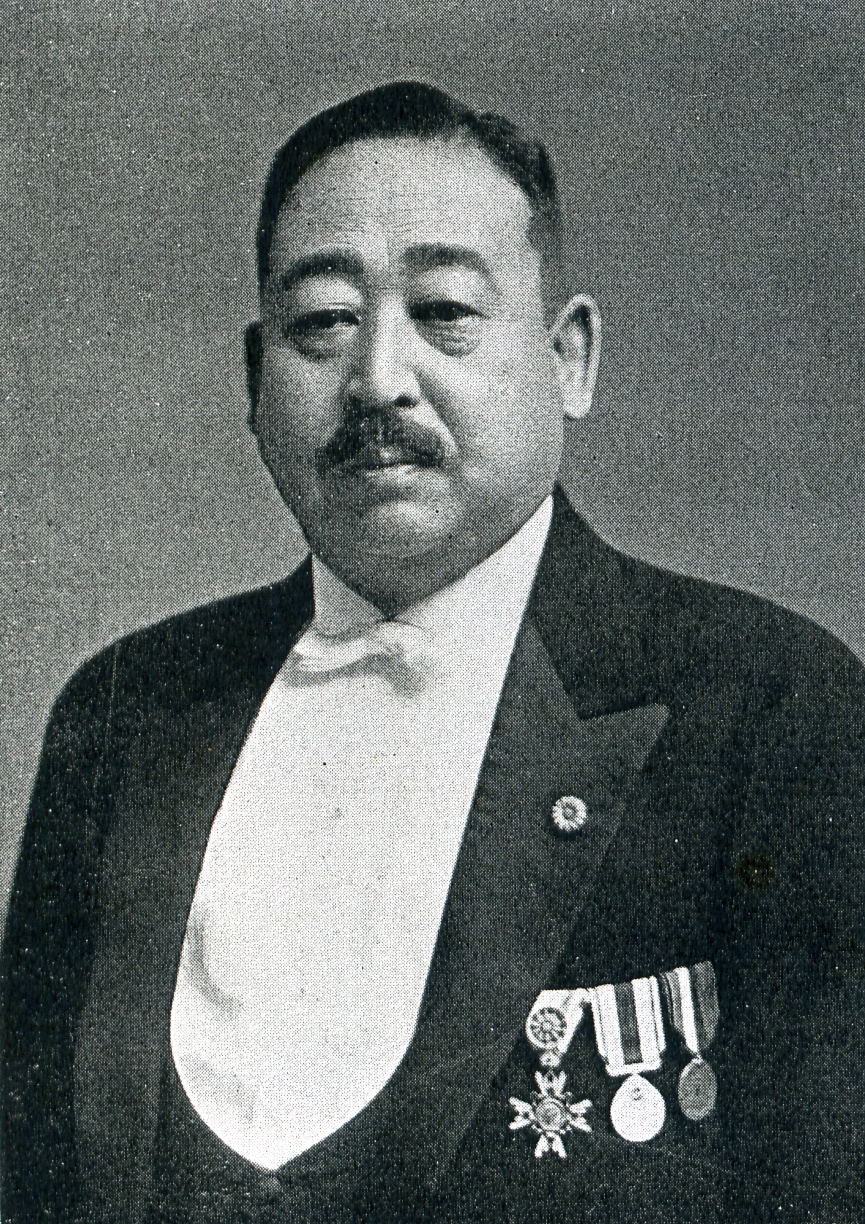
広瀬為久

広瀬 為久（廣瀨 爲久、ひろせ ためひさ、1876年（明治9年）2月29日 - 1941年（昭和16年）3月1日）は、大正から昭和前期の実業家、政治家。衆議院議員。

## 経歴
山梨県山梨郡七里村（東山梨郡七里村、塩山町、塩山市を経て現甲州市）で、広瀬久光の六男として生まれる。1911年（明治44年）に分家した。
実兄雨宮亘の養父雨宮敬次郎が経営する岩手県の鉱山業に参画した。仙人製鉄所の専務取締役となり、のち同社長に就任。桂川電力取締役、東京電燈取締役、渡良瀬水力電気取締役、関東水力電気取締役、東信電気取締役、中央電力取締役、京浜電力常務取締役、東京発電監査役、笛吹水力電気監査役、吾妻川電力監査役、和賀軽便軌道社長、仙人山郵便局長、岩手地方森林会議員、鉄道会議議員などを務めた。
1920年（大正9年）5月の第14回衆議院議員総選挙で岩手県第5区から出馬して当選し、以後、第18回総選挙まで連続5回の当選を果たした。この間、立憲政友会岩手支部長などを務めた。
1927年（昭和2年）には、議会乱闘事件に関与したとして傷害の容疑で起訴。同年12月16日に罰金三百円の判決を受けている。昭和16年3月1日没。享年66。戒名は大樹院殿機翁宗鑑大居士。墓所は東京都の金地院。

## 著作
- 編『普選より非常時まで』広瀬為久、1936年。

## 親族
- 兄 広瀬久政（実業家・衆議院議員）・若尾璋八（実業家・衆議院議員）[2][6]